# Torman
Torman – плавуча установка з регазифікації та зберігання (Floating storage and regasification unit, FSRU) зрідженого природного газу (ЗПГ).
Судно спорудили в 2020 році на китайській корабельні Jiangnan Shipyard для ганського терміналу ЗПГ у Темі. Torman належить до типу несамохідних плавучих установок, тому його доставка до місця призначення відбувалась шляхом буксирування.
В Темі судно встановили на довгострокову стоянку за допомогою швартувальної системи із шести вбитих у морське дно паль. Корпус Torman розрахований на несення служби протягом 25 років без постановки у док.
На борту Torman розміщені 5 регазифікаційних модулів загальною продуктивністю 8 тис. тонн на добу (близько 11 млн м3). Зберігання ЗПГ відбувається у резервуарах загальним об’ємом 28000 м3 (цей доволі малий показник вирішили компенсувати наявністю на терміналі плавучого сховища Torman II). Видача продукції до мережі здійснюється під тиском 6,5 Мпа.
Судно прибуло до Теми на початку 2021 року.